# فهرست استانداران زنجان
این فهرست اسامی استانداران استان زنجان، (از سال تشکیل استان در سال ۱۳۵۲ تاکنون) می‌باشد.

## فهرست

### پهلوی
| نام             | شروع        | پایان | مدت | دوره           | منبع |
| --------------- | ----------- | ----- | --- | -------------- | ---- |
| ارسطو فخر شفائی | ۱۷ آذر ۱۳۵۴ | ؟     |     | امیرعباس هویدا |      |

### جمهوری اسلامی
| نام                     | شروع            | پایان          | مدت | دوره                | منبع   |
| ----------------------- | --------------- | -------------- | --- | ------------------- | ------ |
| هادی مؤتمنی             |                 | ۳ مرداد ۱۳۵۸   |     | دولت موقت بازرگان   |        |
| سید محمدحسن مهدوی       |                 |                |     |                     |        |
| ذبیح‌الله محسنی کبیر     |                 |                |     | ابوالحسن بنی‌صدر     |        |
| علی‌اصغر سامت            |                 |                |     | میرحسین موسوی       |        |
| سید محمد جهرمی          | ۱۱ فروردین ۱۳۶۱ | خرداد ۱۳۶۳     |     | میرحسین موسوی       | [ ۳ ]  |
| نصرت‌الله شادنوش         |                 |                |     | میرحسین موسوی       |        |
| سید سجاد کاظمی (سرپرست) | ۲۷ بهمن ۱۳۶۴    | ۲۸ اسفند ۱۳۶۴  |     | میرحسین موسوی       | [ ۴ ]  |
| سید جعفر موسوی          | ۲۸ اسفند ۱۳۶۴   |                |     | میرحسین موسوی       | [ ۵ ]  |
| محمود شریفیان           | ۲۶ اسفند ۱۳۶۹   |                |     | اکبر هاشمی رفسنجانی | [ ۶ ]  |
| اسدالله رازانی (سرپرست) |                 |                |     | اکبر هاشمی رفسنجانی |        |
| سید سجاد کاظمی          | ۲۴ آبان ۱۳۷۱    |                |     | اکبر هاشمی رفسنجانی | [ ۷ ]  |
| مسعود سلطانی‌فر          | ۱۶ مهر ۱۳۷۶     |                |     | سید محمد خاتمی      | [ ۸ ]  |
| جعفر رحمان‌زاده          | ۴ مهر ۱۳۸۰      | ۱۷ مهر ۱۳۸۴    |     | سید محمد خاتمی      | [ ۹ ]  |
| قوام نوذری              | ۱۷ مهر ۱۳۸۴     | ۲۸ مهر ۱۳۸۷    |     | محمود احمدی‌نژاد     | [ ۱۰ ] |
| عبدالمحمد رئوفی‌نژاد     | ۲۸ مهر ۱۳۸۷     | ۲۷ شهریور ۱۳۹۲ |     | محمود احمدی‌نژاد     | [ ۱۱ ] |
| جمشید انصاری            | ۲۷ شهریور ۱۳۹۲  | ۳۱ مرداد ۱۳۹۵  |     | حسن روحانی          | [ ۱۲ ] |
| اسدالله درویش امیری     | ۳۱ مرداد ۱۳۹۵   | ۲۳ آبان ۱۳۹۷   |     | حسن روحانی          | [ ۱۳ ] |
| فتح‌الله حقیقی           | ۲۳ آبان ۱۳۹۷    | ۷ مهر ۱۴۰۰     |     | حسن روحانی          | [ ۱۴ ] |
| محسن افشارچی            | ۷ مهر ۱۴۰۰      | ۳۰ آبان ۱۴۰۳   |     | سید ابراهیم رئیسی   | [ ۱۵ ] |
| سید محسن صادقی          | ۳۰ آبان ۱۴۰۳    | متصدی          |     | مسعود پزشکیان       | [ ۱۶ ] |